# Умют
Умю́т (крим. Ümüt, до 1948 року — Калініндорф; до 2023 — Калі́ніне) — село в Україні, у Курманському районі Криму.
Відстань від райцентру до населеного пункта становить 12 кілометрів по прямій.
В Умюті базувалася футбольна команда «Фенікс-Іллічовець», що виступала в першій лізі чемпіонату України.
У 2015 році село було внесено до переліку населених пунктів, які потрібно перейменувати згідно із законом «Про засудження комуністичного та націонал-соціалістичного (нацистського) тоталітарних режимів в Україні та заборону пропаганди їхньої символіки».
12 травня 2016 року постановою Верховної Ради України № 1352-VIII село перейменоване відповідно до вимог закону «Про засудження комуністичного та націонал-соціалістичного (нацистського) тоталітарних режимів в Україні та заборону пропаганди їхньої символіки». Постанова набрала чинности у 2023 році.